# Konsul
Konsul és una pel·lícula de comèdia criminal polonesa de 1989 escrita i dirigida per Mirosław Bork, basada en la biografia de Czesław Śliwa - el més gran estafador l'era de la República Popular de Polònia.
La pel·lícula es va rodar a Wrocław, Siechnice, Otwock, Kudowa-Zdrój, Varsòvia, Sopot, Gdynia i Gdańsk.

## Argument
La història es basa en la biografia de Czesław Śliwa, un famós estafador de la dècada de 1960. L'heroi de la pel·lícula, Czesław Wiśniak, surt de la presó en llibertat condicional. Ven coses que no existeixen. Presentant-se com a estudiant de doctorat a l’AGH Universitat de Ciència i Tecnologia Stanisław Staszic a Cracòvia, rep una plaça de tecnòleg a temps complet. A l'hospital, es fa passar per germà d'un membre de l'Oficina Política. Finalment, se li acudeix la idea de suplantar el cònsol austríac a Wrocław. Organitza documents, organitza un banquet fastuós i, com el doctor Jacek Ben Silberstein, manté nombroses reunions amb representants de les autoritats locals.

## Repartiment
- Piotr Fronczewski – Czesław Wiśniak també conegut com Jacek Ben Silberstein, cònsol d'Àustria
- Maria Pakulnis – Anka, l'amant de Wiśniak
- Krzysztof Zaleski - Roman "Gruby", el marit d'Anka
- Jerzy Bończak – taxista Zdzisław Mitura
- Kazimierz Ostrowicz – El pare de Mitura
- Gustaw Lutkiewicz – jutge
- Grażyna Krukówna – Janka, la dona d'Andrzej
- Henryk Bista – Marian Ługowski, director de planta
- Maciej Góraj – Andrzej, company de cel·la de Wiśniak
- Ryszard Kotys – secretari del PZPR
- Jerzy Łapiński – director de l'hospital
- Jerzy Schejbal – cap
- Renata Pałys – infermera
- Danuta Kowalska – Krysia, parella de Wiśniak
- Janusz Bukowski - Jan Guz, director del departament organitzatiu i jurídic de l'oficina provincial
- Zbigniew Lesień – "adjunt" Krzysztof Jankowski
- Leon Niemczyk – Jerzy Berger, director del Departament Consular de l'URM
- Edwin Petrykat – l'advocat de Wiśniak
- Jerzy Mularczyk – l'advocat de Wiśniak
- Eliasz Ku Ziemi – notari
- Jacek Strzemżalski – empleat de la planta
- Stanisław Melski - un policia secret que s'acosta a Anna a l'hotel "Monopol"
- Hanna Maria Giza - Esposa de Mitura
- Miłogost Reczek – l'advocat de Wiśniak